# 3º Reggimento fanteria "Piemonte"
Il 3º Reggimento fanteria "Piemonte" è stata un'unità militare del Regio Esercito Italiano.

## Le origini

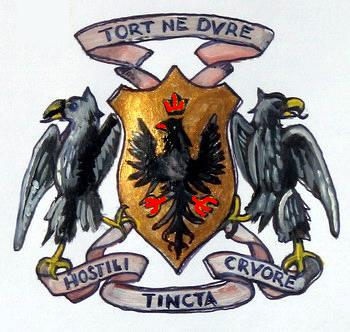
Stemma della famiglia Alfieri, D'oro all'aquila di nero, armata, membrata e coronata di rosso

Il Reggimento trae la sua origine dal Reggimento Piemontese Catalano Alfieri, costituito nel Ducato di Savoia nel 1636 durante il regno del duca Carlo Emanuele II di Savoia. Il conte Alfieri formò a sue spese un Reggimento di fanteria di otto compagnie, reclutando esclusivamente soldati piemontesi. Questo nuovo Reggimento, che derivava dall'antico VI Colonnellato e dal reggimento di S.A.S. il Principe di Piemonte (1618), fu messo a disposizione del Duca di Savoia. Il suo battesimo del fuoco lo ebbe nella campagna per la liberazione del Milanese (1635-1641). Nel 1641 venne denominato “Reggimento Piemonte” di S.A.R.”. Nel marzo 1664 il Reggimento passò al comando del Conte di Magliano, figlio del Catalano Alfieri, promosso generale. Il 22 giugno dello stesso anno fu acquistato dal Ducato assumendo la definitiva denominazione di “Reggimento Piemonte” e la classificazione come quinto reggimento di fanteria d'ordinanza. Nel 1672 fu impegnato nella guerra contro la Repubblica di Genova partecipando alle battaglie di Garlenda e di Castelvecchio. Nel 1673 fu assoldato dalla Francia di Luigi XIV che lo inviò a combattere nelle Fiandre contro gli spagnoli dove nel 1674 combatté nell'assedio di Oudenaarde; rimase al servizio della Francia fino al 1678.

### La guerra della Grande Alleanza
Nel 1679 il reggimento rientrò in Piemonte, venne riarmato e riorganizzato. Nel 1685 fu creata la compagnia Granatiera, armata con moderni fucili a pietra focaia.
Nella prima metà del XVIII secolo l'Europa fu scossa da un susseguirsi di conflitti e "Piemonte" prese parte alle battaglie della guerra della Lega di Augusta (1690-97) combattendo nella sfortunata battaglia di Staffarda, il 16 agosto 1690, dove l'esercito Ducale di Vittorio Amedeo II, fu sconfitto dai francesi del Catinat. Successivamente venne distaccato in Valle d'Aosta e a Vercelli, nel 1693 venne inviato a Cuneo per scongiurare un'eventuale minaccia Francese contro la città.

### La guerra di successione spagnola

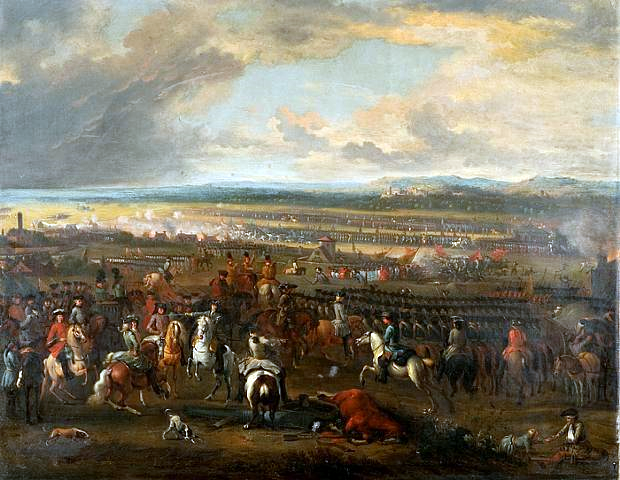
Dipinto raffigurante la battaglia di Chiari

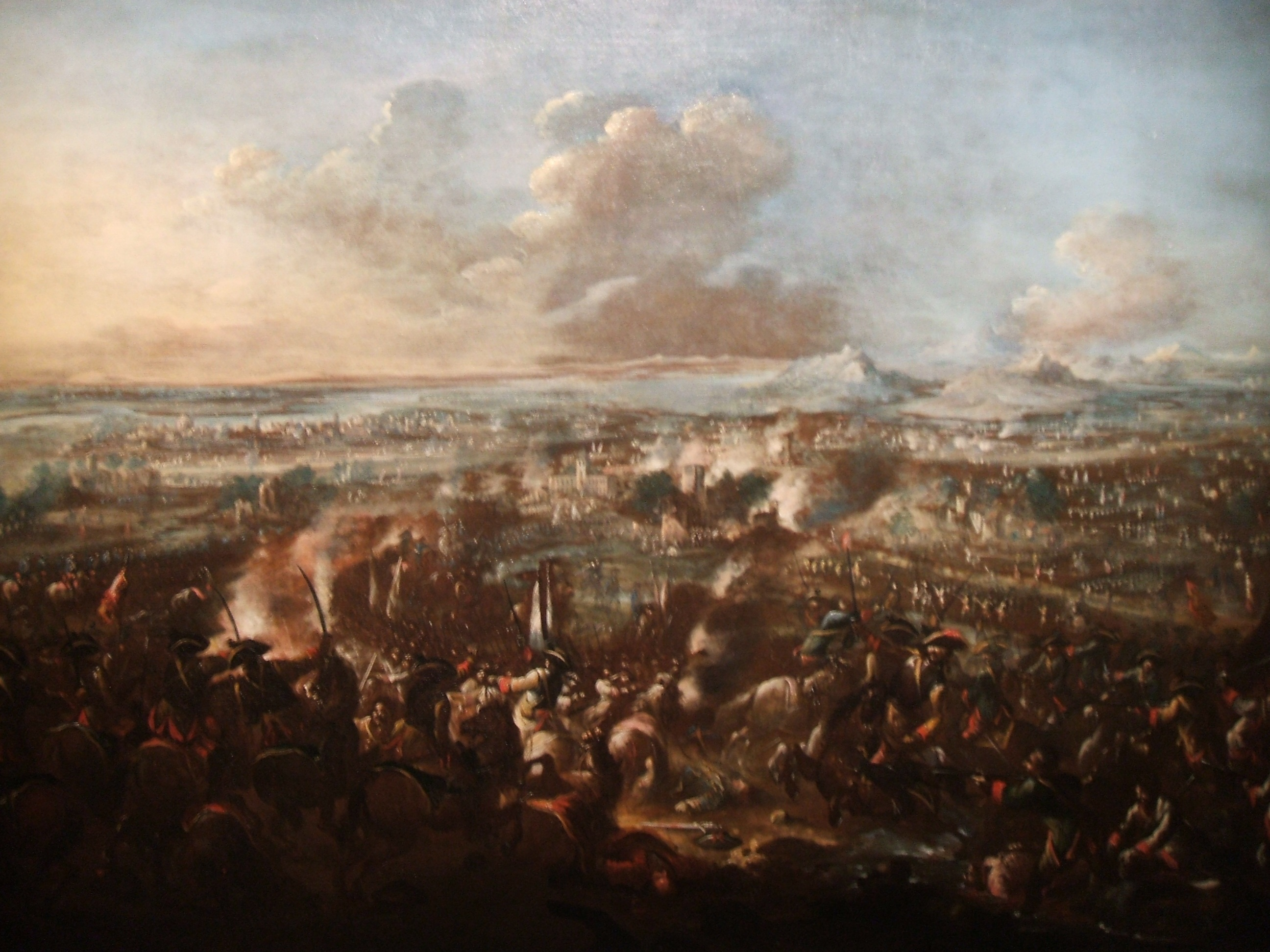
Dipinto raffigurante la battaglia di Torino

Bandiera colonnella del Reggimento Piemonte durante la guerra delle Alpi.

Bandiera Reale del Reggimento Piemonte alla Restaurazione (1814).

Nel periodo 1701-1713 il reggimento partecipa alle campagne d'armi della guerra di successione spagnola; inizialmente Vittorio Amedeo II di Savoia con il Trattato di Torino (1696) era alleato con i francesi. Il Reggimento partecipò alla Battaglia di Chiari il 1º settembre 1701. La situazione politica però presto cambiò: nel 1703 venne dichiarato l'ingresso del Piemonte nella Lega di Augusta con il Trattato di Torino (1703). Il 29 settembre i Francesi, consci dell'imminente capovolgimento della situazione politica da parte del Duca Vittorio Amedeo II, disarmarono e presero a San Benedetto Po l'intero contingente Sabaudo, tra cui il Reggimento Piemonte, quasi al completo.
Il reggimento venne ricreato anche se con enormi difficoltà: mancanza di ufficiali, ricomposto con nuove reclute, dopo aver accorpato i soldati fuggiaschi dei vari Reggimenti e quelli del Reggimento Fucilieri, il Reggimento Piemonte partecipò negli anni 1704-1705 agli assedi e alle difese di Vercelli, Ivrea e Verrua contro i soldati francesi. Successivamente un distaccamento di 100 fucilieri fu inviato in marcia forzata alla difesa della linea fortificata CHIVASSO – CASTAGNETO PO.
Il reggimento nel maggio 1706 partecipò alla battaglia di Torino contro i soldati franco-spagnoli. Nel 1707 i soldati di Piemonte parteciparono all'Assedio di Tolone (1707). La base Francese fu invano assediata e nell'autunno le truppe Austro-Piemontesi dovettero ripiegare, con gravissime perdite per il Reggimento.
Nel 1710 il reggimento Crocebianca viene incorporato nel reggimento Piemonte come 2º battaglione.

I Savoia alla fine della guerra con il Trattato di Utrecht si videro restituito il contado di Nizza, ricevettero la Sicilia (e con essa il titolo di Re per Vittorio Amedeo II di Savoia ed i suoi successori), tutta l'alta valle di Susa, Pinerolo e parti del territorio milanese. Nel 1713 il re Vittorio Amedeo II nel suo viaggio in Sicilia per prendere possesso dei nuovi territori siciliani (Storia della Sicilia piemontese), venne seguito dal II battaglione del reggimento a cui si aggiunse poi anche il I. Nel 1720 il re Vittorio Amedeo II, con il trattato dell'Aia (20 febbraio 1720) aveva ottenuto l'isola di Sardegna con il titolo di Re di Sardegna in cambio della Sicilia e il Reggimento al completo tornò ad avere sede in Piemonte. Nel 1724 un contingente del Reggimento Piemonte sbarcò ad Alghero per presidio del nuovo territorio.

Bandiera d'ordinanza del Reggimento Piemonte durante la guerra di successione austriaca.

### La guerra di successione polacca
Negli anni successivi il Reggimento fu di guarnigione in varie piazze del Regno, ma nel 1732 venne mobilitato e raggiunse l'armata Franco-Piemontese che si era concentrata per operare in Lombardia ed Emilia contro gli Austriaci. Nel periodo 1733-1735 il reggimento partecipò alle campagne d'armi della guerra di successione polacca al fianco dei francesi a cui il regno di Sardegna si era alleato contro l'Austria. Il R.to Piemonte prese parte all'assedio di Milano, alla Battaglia di Guastalla (19 settembre 1734) e nel 1735 agli assedi di Modena, Reggio Emilia, Pizzighettone e Mirandola.

### La guerra di successione austriaca
Dopo alcuni anni di pace il Regno di Sardegna scese nuovamente in guerra, questa volta a fianco della Regina d'Ungheria per la successione al trono d'Austria. Nel 1743 il Reggimento Piemonte si spostò nelle valli del Cuneese e, suddiviso in vari distaccamenti, si scontrò varie volte con i franco-spagnoli, a Valdieri, al Colle dell'Ortica e alla Madonna dell'Olmo, dove subì pesanti perdite. Un distaccamento partecipò al soccorso di Cuneo assediata, terminando poi la campagna del 1745 in Val di Susa, a difesa dei vari posti di frontiera.
Sempre nel 1745 il Reggimento al completo si avviò nell'Alessandrino per fronteggiare l'armata franco-spagnola che attaccò a Bassignana e Rivarona, il 27 settembre, ma fu costretto a ritirarsi. Il 1º Battaglione ripiegò a Valenza, il 2º a Casale; in breve tempo Valenza capitolò e i sopravvissuti dei due Battaglioni svernarono a Novara e Crescentino.
Nel 1746 il 1º B.tg fu in prima linea contro l'armata nemica nell'Alessandrino, mentre il 2º, ricomposto, cercava di occupare Savona, ma venne bruscamente fermato a Montezemolo, Cengio e Millesimo. Altri distaccamenti dello stesso Battaglione operarono ad Acqui e Bassignana.

## Il Risorgimento
Carlo Alberto, appena salito al trono riorganizza l'intera struttura militare, ridotta in condizioni precarie dal suo predecessore Carlo Felice. Nel 1831, con l'istituzione delle Brigate Permanenti, l'unità si sdoppia in 1º e 2º Reggimento “Piemonte”, ciascuno dei quali è costituito da uno stato maggiore e tre battaglioni. Nel 1832 il terzo battaglione viene trasformato in deposito, che per semplificare le operazioni di mobilitazione, viene acquartierato al centro della rispettiva zona di reclutamento. Nel 1839 i due Reggimenti assumono il nome di 3º e 4º Reggimento di Fanteria Brigata Piemonte, in base all'assegnazione ai Reggimenti di un numero progressivo. La riorganizzazione prevede uno stato maggiore, due battaglioni, ognuno con una compagnia di granatieri e tre di fucilieri, e un terzo battaglione formato da quattro compagnie di cacciatori. Il quadro deposito dava vita in caso di mobilitazione ad un quarto battaglione formato da quattro compagnie di fucilieri. I soldati erano per lo più di leva e prestavano servizio per quattordici mesi, restando disponibili ad eventuali richiami per quindici anni. I reggimenti entrano in campagna nel 1848 durante la prima guerra d'indipendenza. Nella prima guerra d'indipendenza combatte nella Battaglia di Santa Lucia (6 maggio 1848), nella Battaglia di Pastrengo (30 aprile 1848), nella Battaglia di Novara (1849) (23 marzo 1849) ove meritò la M.A.V.M.. Un'altra M.A.V.M. venne conferita al reggimento per l'esemplare comportamento in tutta la campagna del 1848 (specie per il combattimento di Calmasino).

## La prima guerra mondiale
Nella prima guerra mondiale il Reggimento è costituito da tre battaglioni ed un deposito; ogni battaglione è strutturato su 4 compagnie e una sezione mitraglieri.

## Il periodo tra le due guerre
Con l'applicazione della legge 11 marzo 1926 sull'ordinamento dell'esercito, riprende il nome di 3º Reggimento Fanteria "Piemonte" ed a seguito della formazione delle Brigate su tre reggimenti viene assegnato alla XXIX Brigata di Fanteria unitamente al 4º "Piemonte" ed al 75º "Napoli", rimane articolato su due battaglioni. Nel 1935 elementi del Reggimento partecipano alla Campagna contro l'Etiopia e operano nel settore di Gorrahei.

## Onorificenze

### Decorati
- Edmondo Buccarelli, sottotenente — M. Bodorosh - Q. Kazanit (Fronte greco), 14 novembre 1940.
- Elia Crisafulli, tenente – Monte San Marco di Gorizia, 28 agosto 1917.
- Giovanni De Alessandri, capitano – Chevenna, 20 gennaio 1937.
- Attilio Gasparro, maggiore - Peloponneso, luglio 1943.

## Insegne e simboli
- Il Reggimento indossa il fregio della Fanteria (composto da due fucili incrociati sormontati da una bomba con una fiamma dritta).
- Mostreggiature: le mostrine del reggimento sono rettangolari di colore Rosso; derivano dai risvolti e dalle guarniture (mostre) che ornavano le antiche uniformi sabaude, i cui colori cambiavano da reggimento a reggimento. Alla base della mostrina si trova la stella argentata a 5 punte bordata di nero, simbolo delle forze armate italiane.

## Motto e festa del reggimento
Il motto del reggimento è Fidem cruore signavi, «Ho suggellato la fede col sangue».
La festa del reggimento si svolge il 23 marzo, anniversario della battaglia di Novara del 1849 dove si guadagnò la Medaglia d'Argento al Valor Militare.